# 1997-es magyar gyeplabdabajnokság
Az 1997-es magyar gyeplabdabajnokság a hatvanhetedik gyeplabdabajnokság volt. A bajnokságban hat csapat indult el, a csapatok három kört játszottak.
A Rosco HC új neve Rosco SE lett.

## Tabella
| #  | Csapat          | M  | Gy | D | V  | G+ | G- | P  |
| -- | --------------- | -- | -- | - | -- | -- | -- | -- |
| 1. | Rosco SE        | 15 | 14 | 0 | 1  | 90 | 10 | 42 |
| 2. | Építők HC       | 15 | 12 | 0 | 3  | 74 | 19 | 36 |
| 3. | Amatőr HC       | 15 | 10 | 0 | 5  | 46 | 26 | 30 |
| 4. | Tabán SE        | 15 | 3  | 2 | 10 | 18 | 67 | 11 |
| 5. | Hollandia HC    | 15 | 2  | 1 | 12 | 13 | 63 | 7  |
| 6. | MÁV Informatika | 15 | 2  | 1 | 12 | 18 | 74 | 7  |

* M: Mérkőzés Gy: Győzelem D: Döntetlen V: Vereség G+: Ütött gól G-: Kapott gól P: Pont
Megjegyzés: A győzelemért 3 pont járt ebben a bajnokságban.